# Cory Walker
Cory Walker é um desenhista de histórias em quadrinhos americanas. Ao lado do colorista Bill Crabtree, ilustrou as 7 primeiras edições da aclamada série Invincible, escrita por Robert Kirkman, publicada pela Image Comics. Walker é creditado ao lado de Kirkman como co-criador da série, indicada em 2004 ao Eisner Award de "Melhor Série Estreante" e foi sucedido por Ryan Ottley.